# Arquipélago Moonsund
O arquipélago Moonsund (ou arquipélago Estónio) é um grupo de ilhas, localizadas no mar Báltico, na Estónia. Tem cerca de 500 ilhas, das quais as quatro principais são:
- Saaremaa
- Hiiumaa
- Muhu
- Vormsi

A área total das ilhas é de cerca de 4000 km². Em 1990, a UNESCO oficializou o arquipélago como uma reserva da biosfera